# Ptininae
De Ptininae zijn een onderfamilie van kevers uit de familie klopkevers (Ptinidae). De wetenschappelijke naam van de onderfamilie werd in 1802 als naam voor een familie voorgesteld door Pierre André Latreille.

## Tribus
- Tribus Gibbiini Jacquelin du Val, 1860
- Tribus Meziini Bellés, 1985
- Tribus Ptinini Latreille, 1802
- Tribus Sphaericini Portevin, 1931